# Boa Ventura de São Roque
Boa Ventura de São Roque ist ein brasilianisches Munizip in der Mitte des Bundesstaats Paraná. Es hat 6.378 Einwohner (2022), die sich Boa Venturenser nennen. Seine Fläche beträgt 620 km². Es liegt 936 Meter über dem Meeresspiegel.

## Etymologie
Der Name bedeutet auf Deutsch Wagnis zu Sankt Rochus. Den Pionieren zufolge wurde der Name wegen des großen Wagnisses gewählt, das sie zu bestehen hatten, um die Stromschnellen des Rio Ivaí zu überwinden und den Urwald zu durchqueren. Hinzugefügt wurde der Name des Schutzheiligen Rochus, der gegen Seuchen angerufen wird.

## Geschichte

### Kolonie Tereza Cristina
Boa Ventura de São Roque ist eine der ältesten Gemeinden im Bundesstaat Paraná. Die Geschichte begann im Jahr 1847, als Jean Maurice Faivre von der Krone eine große Menge Land erhielt. Hier gründete er unter der Schirmherrschaft von Kaiserin Teresa Maria Cristina von Neapel-Sizilien die Colônia Tereza Cristina (heute: Cândido de Abreu). Faivre träumte von einer sozialistischen Welt ohne Herren und Sklaven, in der Arbeit und Gewinn gleichmäßig verteilt sind und das menschliche Leben mehr Wert hat als Eigentum. Im Urwald von Paraná mit seiner fruchtbaren roten Erde verwirklichte er seinen Traum. Diese koloniale Keimzelle begann mit 87 Franzosen, die von Faivre auf seine Kosten nach Brasilien gebracht wurden.

### Enttäuschte Siedler gründen Boa Ventura
Die Kolonisten von Colônia Tereza Cristina litten jedoch bald unter Malaria und Gelbfieber. Viele Siedler starben. Aus Empörung über die Situation und gegen Faivre verließen viele Familien die Kolonie und suchten sich einen anderen Ort zum Leben. Zu ihnen gehörte auch die Familie Cailott, die den Ivaí überquerte und den heutigen Sitz des Munizips Boa Ventura de São Roque erreichte.
Um 1850 kamen José Martiniano und Freitas und João Elias do Nascimento, die zusammen mit vielen anderen das neue Territorium für sich entdeckten. Nachdem die Gruppe am Lager der Cailotts vorbeigekommen war, ließ sie sich in dem Dorf Colônia dos Freitas nieder. Anschließend wurden weitere Familien in der Umgebung sesshaft.

### Vertreibung durch Grileiros
Boa Ventura de São Roque wurde später auch unter dem Namen Grilo do Tigre bekannt. Dies hatte seinen Grund in den Grileiros (deutsch: Land Grabber), die in das Land der Siedler eindrangen und sie aus der Region vertrieben. Bei diesen Razzien kam es zu mehreren Morden, was die Bewohner veranlasste, das Land zu verlassen.

### Erneute Besiedlung zum Holzabbau
Im Jahr 1926 kam die Familie des Pioniers Frederico Forekevicz in diese Gemeinde. Sie sahen in dem reichlich vorhandenen Holz das große Potenzial dieses Gebiets. Zu Fredericos Familie gehörte auch José Martins de Oliveira Mello, der 1897 die Gemeinde Pitanga gegründet hatte. Die ersten Siedler betrieben ausschließlich Subsistenzwirtschaft und Schweinezucht. Der Holzkreislauf brachte dann auch der lokalen Wirtschaft gute Ergebnisse. Heute bietet die Landwirtschaft Hoffnung auf bessere Zeiten.

### Erhebung zum Munizip
Boa Ventura de São Roque wurde durch das Staatsgesetz Nr. 11.176 vom 18. September 1995 aus Pitanga ausgegliedert und in den Rang eines Munizips erhoben. Es wurde am 1. Januar 1997 als Munizip installiert.

## Geografie

### Fläche und Lage
Boa Ventura de São Roque liegt auf dem Terceiro Planalto Paranaense (der Dritten oder Guarapuava-Hochebene von Paraná). Seine Fläche beträgt 620 km². Es liegt auf einer Höhe von 936 Metern.

### Geologie und Böden
Die Böden bestehen aus Terra Roxa, die bis zur Besiedlung mit tropischem Urwald bedeckt war.

### Vegetation
Das Biom von Boa Ventura de São Roque ist Mata Atlântica.

### Klima
Das Klima ist gemäßigt warm. Es werden hohe Niederschlagsmengen verzeichnet (1795 mm pro Jahr). Die Klimaklassifikation nach Köppen und Geiger lautet Cfa. Im Jahresdurchschnitt liegt die Temperatur bei 17,9 °C.

### Gewässer
Boa Ventura de São Roque liegt fast vollständig im Einzugsgebiet des Ivaí, der das Munizipgebiet im Nordosten begrenzt. Lediglich 4 % seiner Fläche werden über den südlichen Grenzfluss Rio Caçador zum Piquiri entwässert. Entlang der nordwestlichen Grenze zu Pitanga fließt der Rio Pitanga von rechts zum Ivaí. An seinem Unterlauf wird er für das Kleinwasserkraftwerk Itaguaçu aufgestaut. Der Rio Pedrinho bildet die südwestliche Grenze zum Munizip Turvo.

### Straßen
Boa Ventura de São Roque ist über die PR-820 mit Turvo im Süden verbunden.

### Nachbarmunizipien
| Pitanga              |                                             | Cândido de Abreu |
| Santa Maria do Oeste | Kompassrose, die auf Nachbargemeinden zeigt |                  |
|                      | Turvo                                       |                  |

## Stadtverwaltung
Bürgermeister: Edson Flávio Hoffmann, PSB (2021–2024)
Vizebürgermeister: Agnaldo Jose Piovesa, Solidariedade (2021–2024)

## Demografie

### Bevölkerungsentwicklung
| Jahr | Einwohner | Stadt | Land |
| ---- | --------- | ----- | ---- |
| 2000 | 6.780     | 16 %  | 84 % |
| 2010 | 6.554     | 24 %  | 76 % |
| 2022 | 6.378     |       |      |

Quelle: IBGE (2011) und Volkszählung 2022

### Ethnische Zusammensetzung
| Gruppe * | 2000    | 2010    | wer sich als …                                                                   |
| --- | ------- | ------- | -------------------------------------------------------------------------------- |
| Weiße | 82,6 %  | 66,4 %  | weiß bezeichnet                                                                  |
| Schwarze | 5,4 %   | 3,6 %   | schwarz bezeichnet                                                               |
| Gelbe | 0,0 %   | 1,3 %   | von fernöstlicher Herkunft wie japanisch, chinesisch, koreanisch etc. bezeichnet |
| Braune | 11,6 %  | 28,2 %  | braun oder als Mischung aus mehreren Gruppen bezeichnet                          |
| Indigene | 0,0 %   | 0,5 %   | Ureinwohner oder Indio bezeichnet                                                |
| ohne Angabe | 0,5 %   | 0,0 %   |                                                                                  |
| Gesamt | 100,0 % | 100,0 % |                                                                                  |
| *) Das IBGE verwendet für Volkszählungen ausschließlich diese fünf Gruppen. Es verzichtet bewusst auf Erläuterungen. Die Zugehörigkeit wird vom Einwohner selbst festgelegt. |         |         |                                                                                  |

Quelle: IBGE (Stand: 1991, 2000 und 2010)